# كاسي موسغرافس
كاسي لي موسغرافس (بالإنجليزية: Kacey Lee Musgraves)‏ الشهيرة باسم كاسي موسغرافس (بالإنجليزية: Kacey Musgraves)‏ (مواليد 21 أغسطس 1988–) هي مغنية وكاتبة أغاني أمريكية.

## وصلات خارجية
- كاسي موسغرافس على موقع IMDb (الإنجليزية)
- كاسي موسغرافس على موقع ميتاكريتيك (الإنجليزية)
- كاسي موسغرافس على موقع روتن توميتوز (الإنجليزية)
- كاسي موسغرافس على موقع ميوزك برينز (الإنجليزية)
- كاسي موسغرافس على موقع رولينغ ستون (الإنجليزية)
- كاسي موسغرافس على موقع إن إن دي بي (الإنجليزية)
- كاسي موسغرافس على موقع أول ميوزيك (الإنجليزية)
- كاسي موسغرافس على موقع ديسكوغز (الإنجليزية)
- كاسي موسغرافس على موقع قاعدة بيانات الفيلم (الإنجليزية)

- موقع رسمي